# Il pleut dans mon village
Pour plus de détails, voir Fiche technique et Distribution.
Il pleut dans mon village (Biće skoro propast sveta) est un film franco-yougoslave réalisé par Aleksandar Petrović, sorti en 1968.

## Synopsis
Inspiré par un fait divers (un père prend sur lui la culpabilité d'assassinat pour lequel est accusé son fils) et par "Les Possédés" de Dostoïevski, Petrović découvre que le sujet et les éléments qui rentrent dans la construction de son film sont le produit de l'actualité politique et sociale du moment. 
Ce film musical, mêlé de fantastique diffère des autres films par "sa structure interne" et sa technique formelle. Un petit groupe local de musiciens tziganes accompagne en musique et évoque avec les paroles des chansons tziganes et populaires l'action et l'image du moment ou la pensée des personnages.
L'arrivée d'une institutrice dans un petit village va semer un désordre intégral, conséquence du trouble créé chez les hommes du village par la jeune femme.

## Fiche technique
- Titre français : Il pleut dans mon village
- Titre original serbo-croate : Biće skoro propast sveta
- Titre serbe : Биће скоро пропаст света
- Réalisation et scénario : Aleksandar Petrović
- Choix de la musique : Aleksandar Petrović et Vojislav Kostic
- Photographie : Alain Levent et Djordje Nikolic
- Montage : Katarina Stojanovic
- Pays d'origine : France - Yougoslavie
- Format : Couleurs - Mono
- Genre : Drame
- Durée : 84 minutes
- Date de sortie : 1968
- Affiche : Jouineau Bourduge (France)

## Distribution
- Annie Girardot : Reza, une institutrice venue de la ville qui fait de Trisha son amant avant de le quitter pour un bel aviateur puis quasiment tous les hommes du village
- Ivan Palúch : Trisha, le porcher d'un village serbe forcé d'épouser une innocente avant de se laisser séduire et abandonner par une institutrice venue de la ville
- Mija Aleksić : Joshka, un villageois odieux hostile à Trisha
- Eva Ras : Gotza, une muette, l'innocente du village que Trisha est contraint d'épouser
- Dragomir 'Gidra' Bojanic :  Mile, un beau pilote tombé du ciel pour lequel Reza laisse tomber Trisha
- Bata Živojinović : Ispovednik
- Ranko Bradic
- Bora Popov
- Claude Laugier

## Prix et sélections

### Prix
- Médaille de bronze (Velika bronzana arena) pour le film – XVIe Festival de Pula (Yougoslavie), 1969
- Médaille de bronze (Velika bronzana arena) pour la mise en scène – XVIe Festival de Pula (Yougoslavie), 1969

### Sélection
- Festival de Cannes 1969 : Sélection officielle[1]